# Allophylus filiger
Allophylus filiger är en kinesträdsväxtart som beskrevs av Ludwig Radlkofer. Allophylus filiger ingår i släktet Allophylus och familjen kinesträdsväxter. Inga underarter finns listade i Catalogue of Life.